# Guapas
Guapas est une telenovela argentine diffusée du 17 mars 2014 au 9 janvier 2015 sur El Trece,.

## Synopsis
Cinq jeunes femmes, Monica (Mercedes Morán), Mey (Carla Peterson), Lorena (Florencia Bertotti), Laura (Isabel Macedo) et Andrea (Araceli González) se rencontrent lorsque la banque où sont leurs économies ferme soudainement et garde l'argent de tous leurs dépôts. Brutalement leurs rêves et leurs projets sont anéantis. Elles deviennent amies et tentent de reconstruire leur vie.

## Distribution

### Acteurs principaux
- Mercedes Morán : Mónica Duarte
- Carla Peterson : María Emilia "Mey" García del Río
- Florencia Bertotti : Lorena Patricia Giménez
- Isabel Macedo : Laura Luna
- Araceli González : Andrea Luna
- Dady Brieva : Mario "Tano" Manfredi
- Mike Amigorena : Federico Müller

### Acteurs secondaires
- Rafael Ferro : Francisco Laprida
- Esteban Lamothe : Pablo González
- Mauricio Dayub : Alejandro Rey
- Alberto Ajaka : Rubén D'Onofrio
- Natalie Pérez : Cinthia Miguens
- Dan Breitman : Ignacio Lynch
- Vivian El Jaber : Débora Spritz
- Mercedes Scápola : Natalia Diez

### Participations spéciales
- Gaby Ferrero : Norma Pérez
- Sofía González Gil : Catalina Rey
- Franco Bruzzone : Mateo Manfredi
- Dalia Elnecave : Blanca
- Paula Kohan : Flavia
- Melania Lenoir : Marina
- Ezequiel Campa : Guillermo Intebi
- Valeria Lois : Claudia
- Martín Buzzo : Eduardo González
- Gerardo Otero : Juan Cardale
- Federico Olivera : Ernesto
- Juan Ignacio Silva : Gabriel
- Natalia Cociuffo : Elisa
- Alberto Fernández de Rosa : Coco Luna
- Roxana Randon : Estela
- Floppy Tesouro : Ximena
- Juan Grandinetti : Hernán Manfredi
- Marilú Marini : Amalia
- Javier De Nevares : José Pablo García del Río
- Andrea Bonelli : Federica Goldman
- Natalia Figueiras : Paula Peyrano
- Paloma Contreras : Ivana
- Fabiana Cantilo : Alejandra Rey
- Nicolás Repetto : Zavala
- Carlos Defeo : Esmider

## Diffusion
- El Trece
- El Trece Internacional
- Unicanal
- Teledoce